# Vitvingad blåsmyg
Vitvingad blåsmyg (Malurus leucopterus) är en fågel i familjen blåsmygar inom ordningen tättingar. Den lever i de torrare delarna av centrala Australien. Liksom andra blåsmygar har denna art en påtaglig utseendeskillnad mellan könen och minst en hane i varje social grupp utvecklar en fjäderdräkt i lysande färger under häckningstiden. 

## Utseende
Honan är sand-brun med ljusblå stjärtfjädrar. Den är mindre än hanen, som i häckningsdräkt har lysande blå kropp, svart näbb och vita vingar. Yngre sexuellt fullmogna hanar är nästan omöjliga att skilja från honor och är ofta de som befruktar honorna. En flock av vitvingade blåsmygar innehåller en lysande blå äldre hane tillsammans med små anonymt brunt färgade fåglar bland vilka det också finns hanar.  

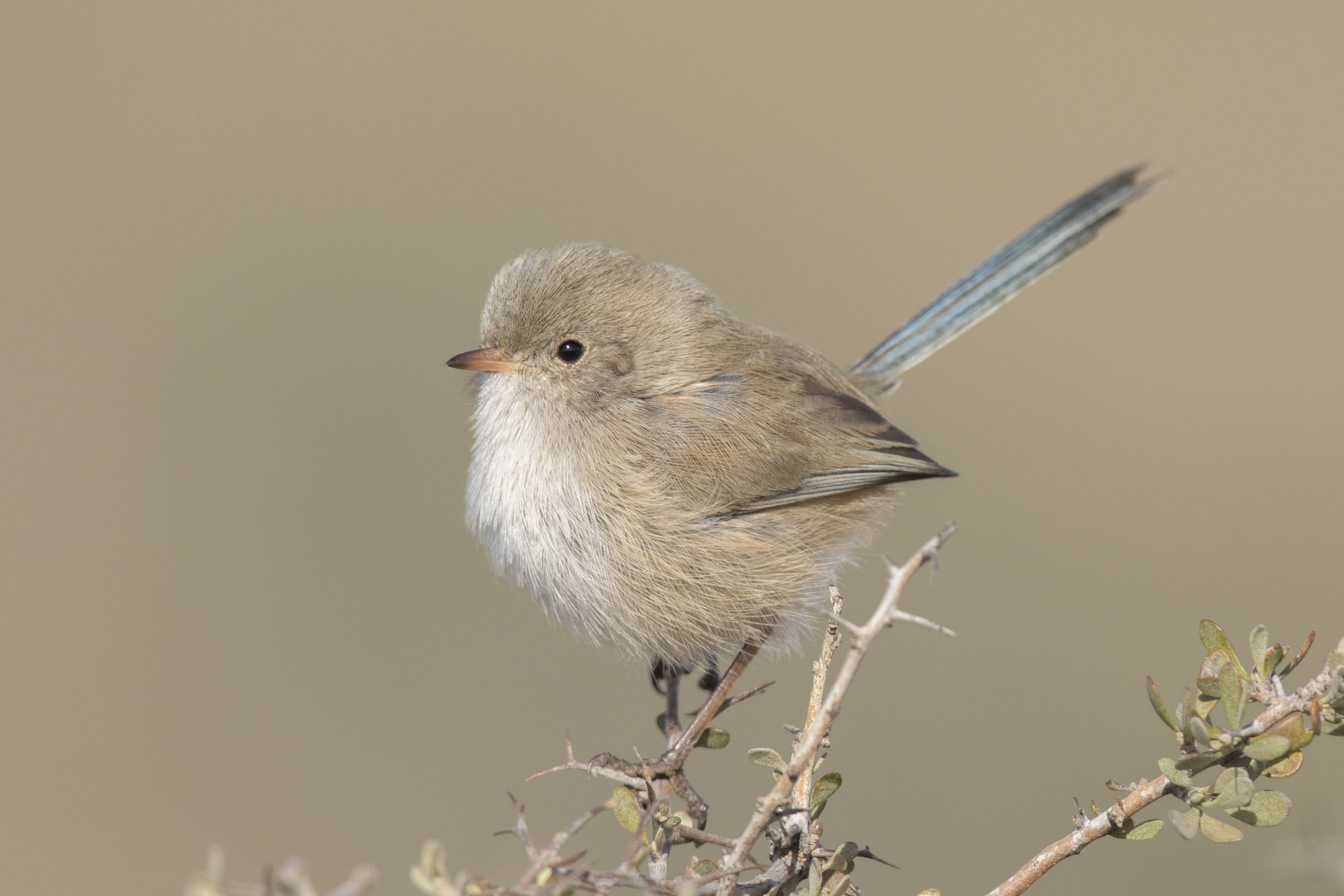
Hona vitvingad blåsmyg.

## Utbredning och systematik
Vitvingad blåsmyg förekommer från centrala Queensland och South Australia över till Western Australia. Den delas in i tre underarter med följande utbredning:
- Malurus leucopterus leuconotus – förekommer i det inre av södra Australien (utbredningsområdet sträcker sig till västra och södra kusten)
- leucopterus/edouardi-gruppen
  - Malurus leucopterus edouardi – förekommer på Barrow Island (Western Australia)
  - Malurus leucopterus leucopterus – förekommer på Dirk Hartog Island (Western Australia)

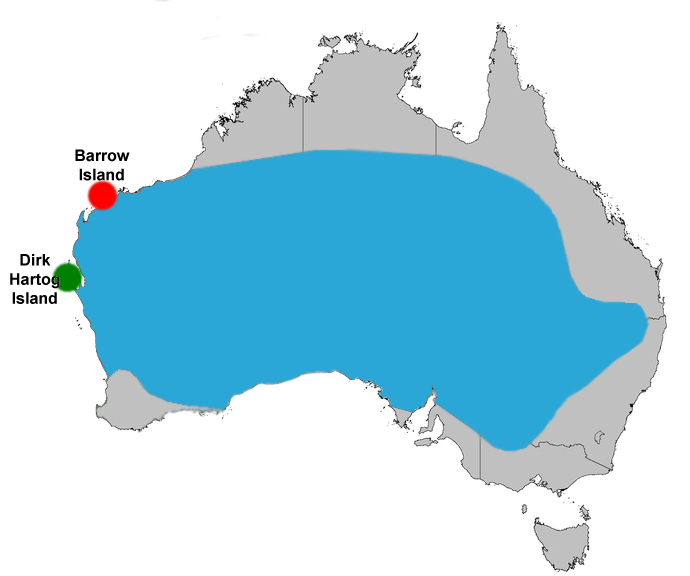
Utbredningsområdet för vitvingad blåsmyg, med underarterna edouardi (grönt) och nominatformen (blått) markerade.

Hannar i de två ö-underarterna har snarare svart än blå häckningsdräkt. 

## Levnadssätt
Vitvingad blåsmyg äter huvudsakligen insekter, med ett litet tillägg av små frukter och lövknoppar. Den förekommer på hedland och torr buskmark, där låga buskar ger skydd. 
Liksom andra blåsmygar samarbetar den i små grupper om att underhålla och försvara häckningsreviret året runt. Grupperna består av ett socialt monogamt par med flera hjälpfåglar som tar del i skötseln av ungarna. Dessa hjälpare är avkomlingar som har uppnått sexuell mognad men stannat kvar hos sin familjegrupp under ett eller ett par år efter att de blivit flygga. Trots att detta inte ännu bekräftats med genetiska undersökningar är det troligt att vitvingad blåsmyg är promiskuös och hjälper till med andra pars ungar. Som en del i uppvaktningsbeteendet plockar hanen kronblad från blommor och visar upp dem för honorna. 

## Status och hot
Arten har ett stort utbredningsområde och en stor population med stabil utveckling och tros inte vara utsatt för något substantiellt hot. Utifrån dessa kriterier kategoriserar internationella naturvårdsunionen IUCN arten som livskraftig (LC). Världspopulationen har inte uppskattats men den beskrivs som vanlig i stora delar av sitt utbredningsområde.